# Bakala.org
Bakala.org es un sitio web español de contactos para personas homosexuales mayores de edad. Fue fundado en 2004, y en su momento de mayor auge compitió con otros sitios de contacto como gaydar o chueca.com.
Su nombre hace referencia a un estilo urbano de periferia muy de moda en la década de 1990. En sus inicios, no solo fue una red social para buscar relaciones sexuales, sino también amistades y apoyo.
La web era gratuita, y permitía crear perfiles de los usuarios, detallando sus característica físicas, edad, y preferencias, tanto sexuales como de ocio. También tenía la opción de añadir fotografías con contenido sexual explícito.
Posteriormente, el servicio pasó a ser una aplicación móvil incluida en Omolink, disponible en App Store y también para Android mediante una APK, que cuenta con 600,000 usuarios, que disponen de idiomas español, inglés y francés, y que se puede usar en España, en países de América Latina como Perú, Costa Rica, Argentina y Venezuela, y en EE. UU.